# Эрикссон, Джимми
Джи́мми Свен Э́рикссон  (в соответствии с транскрипцией, Йимми, швед. Jimmie Ericsson; 22 февраля 1980, Шеллефтео) — шведский хоккеист, нападающий. Серебряный призёр Олимпийских игр 2014 года, чемпион мира 2013 года. В первой сборной с 2008 года. Обладатель Кубка Гагарина 2015 года.
Воспитанник хоккейной школы ХК «Вита Хастен». Выступал за ХК «Лександ», ХК «Шеллефтео».
В составе национальной сборной Швеции участник чемпионатов мира 2010, 2011,2013,2014,2015 и 2016 годов. Чемпион мира 2013 года, серебряный призёр чемпионата мира (2011), бронзовый призёр (2010). Серебряный призёр Олимпийских игр 2014 года, единственный в сборной Швеции на турнире игрок, который всю карьеру на клубном уровне играл исключительно на родине, в 2014 году, по завершении игр, пополнил состав российского клуба СКА из Санкт-Петербурга.
Двукратный чемпион Швеции (2013, 2014). Серебряный призёр чемпионата Швеции 2011 и 2016 годов.
Завершил карьеру в 2019 году.
Старший брат защитника сборной Швеции Джонатана Эрикссона.